# Andrea Provana (U-Boot)
Andrea Provana war ein Unterseeboot der italienischen Marine.

## Konstruktion
Obwohl bereits 1915 auf Kiel gelegt, schritt der Bau so langsam voran, dass das Boot erst 1918 in Dienst gestellt werden konnte. Das Boot basierte auf den Entwürfen von Cesare Laurenti und Virginio Cavallini. Der hohen Überwassergeschwindigkeit von 16 Knoten stand eine Unterwassergeschwindigkeit von nur 9,3 Knoten gegenüber. Die maximale Tauchtiefe betrug 50 Meter.

## Verbleib
Der Turm und ein Teil des Rumpfs wurden nach der Außerdienststellung 1928 in Turin aufgestellt.

## Name
Benannt wurde das Boot nach Andrea Provana, einem Admiral des Herzogtums Savoyen.